# Далас (окръг, Арканзас)
Окръг Далас (на английски: Dallas County) е окръг в щата Арканзас, Съединени американски щати. Площта му е 1730 km², а населението – 8116 души (2010). Административен център е град Фордайс.